# Персикова пальма
Персикова пальма (Bactris gasipaes) — деревоподібна рослина родини пальмові, що дає їстівні плоди.

## Історія

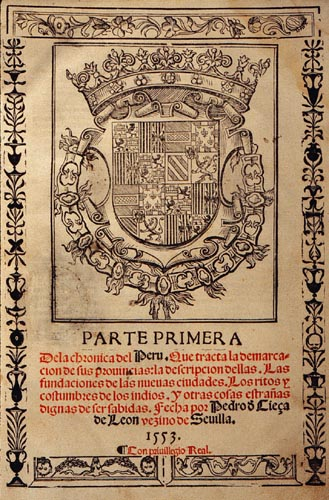
Перша частина книги «Хроніка Перу», (1553).

У 1553 році в книзі «Хроніка Перу» Педро Сьеси де Леона:
 З висот гір течуть дуже красиві річки, їх береги були сповнені різноманітних плодів і дуже колючих тонких пальм, на верхівках яких зростає плодове гроно, яку ми називаємо піхібаес, дуже велике і корисне, оскільки вони роблять вино і хліб з нього. І якщо вони рубають пальму, то добувають зсередини їстівну стеблину пристойного розміру, смачну і солодку. — Сьєса де Леон, Педро. Хроніка Перу. Частина перша. Розділ XI. 

## Біологічний опис

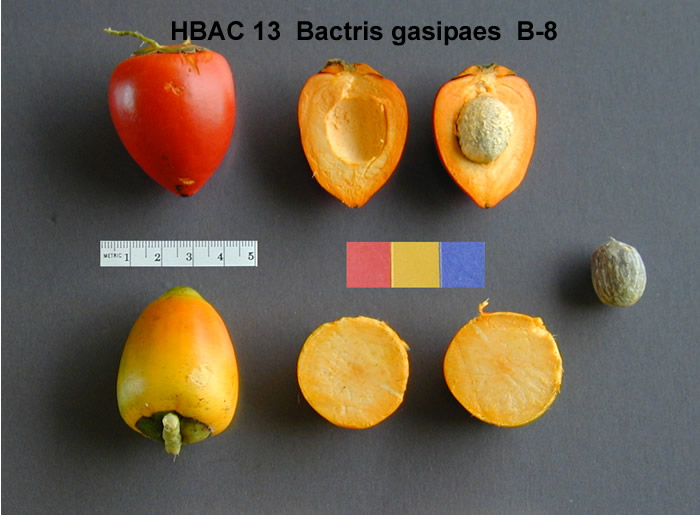
Плоди персикової пальми

Пряма струнка пальма висотою 20—30 метрів. Стовбур по всій його довжині або тільки у верхній частині охоплюють широкі кільця довгих (до 12 см) чорних голкоподібних колючок, які сильно ускладнюють збір врожаю.
Листя довге (2,4—3,6 метра), перисте, з ланцетоподібними темно-зеленими, колючими по краях, листочками. Черешки також покриті колючками.
Квітки дрібні, жовтувато-білі, чоловічі та жіночі зібрані упереміш в кисті довжиною до 30 см, розташовані під самою кроною пальми.
Плоди жовтого, оранжевого або червоного кольорів, висять гронами по 50—100 штук. Вони чашоподібної, конічної або овальної форми, завдовжки до 6 см, зі слабко вираженими шістьма гранями. Під тонкою шкіркою — солодкий борошнистий жовто-оранжевий м'якуш і велика яйцеподібна кісточка з гострою верхівкою.
|                                                                                           |  |  |  |  |
| Зліва направо: Стовбури. Колючки стовбура. Колючки на листках. Суцвіття. Гроно з плодами. |  |  |  |  |

## Поширення
Родина персикової пальми — амазонські джунглі Бразилії, Колумбії, Еквадору та Перу. Ця пальма здавна культивувалася і поширювалася індіанськими племенами на сусідні області. Найбільш важливе економічне значення вона має в Коста-Риці. Культивується також в Панамі, Нікарагуа, Гондурасі, Гватемалі, північній частині Південної Америки і на Антильських островах. У 1924 році Персикова пальма була введена в культуру на Філіппінах, а в 1970-х роках— в Індії.

## Використання

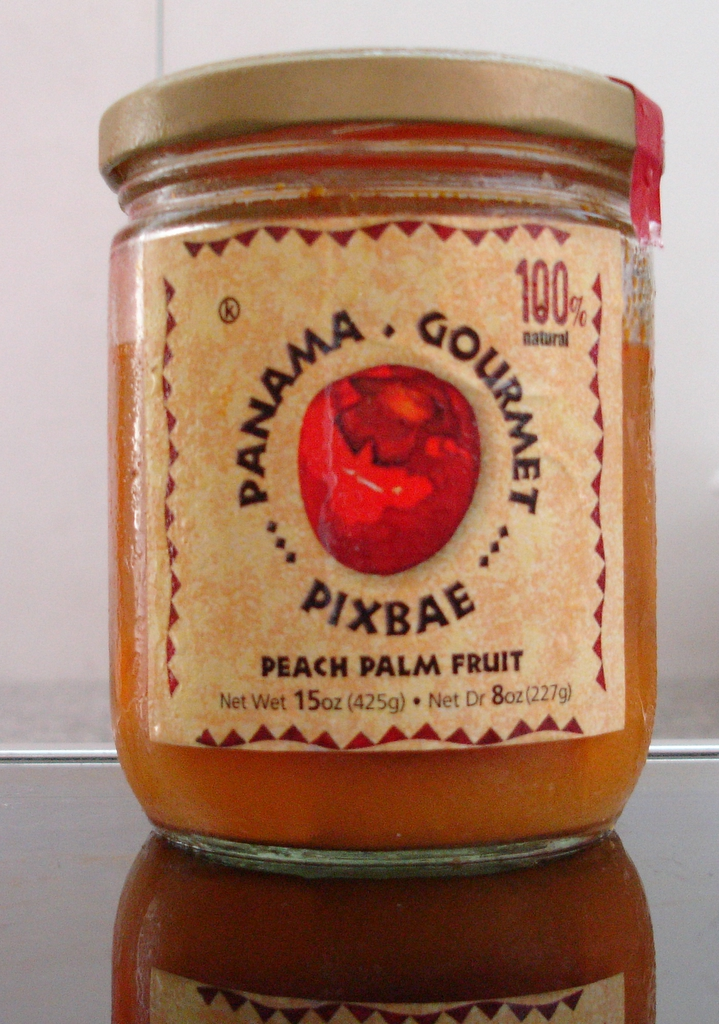
Джем з плодів

Плоди варять 2—3 години в солоній воді, часто з додаванням олії, попередньо надрізаючи шкірку, потім їдять гарячими. Зазвичай їх вживають у їжу з якою-небудь підливою або як гарнір до жирних страв, оскільки м'якуш персикової пальми сухий. М'якуш плодів також додають у хлібні вироби, готують з них міцний алкогольний напій. Ядра кісточок їстівні, за смаком нагадують кокос.
М'яку серцевину з верхньої частини стовбура (palmetto), як і в деяких інших видів пальм, їдять в сирому вигляді або використовують в різних стравах, консервують.
Деревину пальми використовують як будівельний матеріал, а з листя роблять покрівлю для хатин.